# Landwirtschaftliche Revolution
Als landwirtschaftliche Revolution oder Agrarrevolution bezeichnet man im Allgemeinen eine Umwälzung der bisher bestehenden landwirtschaftlichen Strukturen. Eine solche Entwicklung geht oft mit einer Veränderung der agrarwirtschaftlichen und politischen Verhältnisse einher, die gegebenenfalls von einer Umschichtung der Besitzverhältnisse begleitet wird.
Der Begriff wird bei unterschiedlichen Autoren mehr oder weniger umfassend verwandt mit Bezug auf die wirtschaftlichen Entwicklungen, die um 10.000 v. Chr. mit der Neolithischen Revolution erfolgten, und jenen, die im mittelalterlichen Europa ab dem 8. Jahrhundert durch die Einführung der Dreifelderwirtschaft erfolgten. Der Begriff wird auch auf Veränderungen in der Landwirtschaft des 18. Jahrhunderts angewandt, die die Staaten Mitteleuropas und deren Umfeld betrafen. Zurückzuführen war diese Entwicklung auf den vorangegangenen Strukturwandel in der britischen und niederländischen Landwirtschaft, der dort bereits früher ab 1600 einzusetzen begann. Genau genommen spricht man jedoch erst ab 1700 in der englischen, ab der Mitte des 18. Jahrhunderts dann auch in der mitteleuropäischen Landwirtschaft von dem Phänomen Agrarrevolution und den mit ihm verbundenen Steigerung der Flächenproduktivität. Durch das daraus resultierende Freiwerden von Arbeitskräften auf dem Land, die verarmten (Pauperismus) und in die Städte umzogen und damit den Urbanisierungsprozess einleiteten, bildete die landwirtschaftliche Revolution des 19. Jahrhunderts zugleich die Grundlage, die Voraussetzung und einen fördernden Faktor für den nachfolgenden Industrialisierungsprozess, in dem England – wie zuvor in der landwirtschaftlichen Revolution – ebenfalls eine Vorreiterstellung einnahm. Ein Nebeneffekt, der besonders den englischen Raum betraf, war das sogenannte Enclosure Movement, die zunehmende Privatisierung und Einhegung des Gemeinlandes. In vielen Ländern, mitunter in Preußen, ging mit der landwirtschaftlichen Entwicklung die Bauernbefreiung und die Aufhebung der Feudallasten durch Reformen einher. Während sich in den Deutschen Ländern diese Entwicklung jedoch über mehrere Jahrhunderte erstreckte, wurde die Leibeigenschaft – zumindest formal – in Frankreich während der Französischen Revolution in nur einer Nacht aufgehoben (5./6. August 1789).
Eine weitere häufig als Agrarrevolution bezeichnete Entwicklung ist die Enteignung der sowjetischen Großgrundbesitzer im Laufe der Oktoberrevolution (Dekret über Grund und Boden). Die Mitte des 20. Jahrhunderts einsetzenden Industrialisierungsschübe im Agrarsektor werden hingegen in der Regel als Grüne Revolution bezeichnet.

## Europäische Agrarrevolution des 18. und 19. Jahrhunderts

### Produktivitätssteigerung durch landwirtschaftliche Neuerungen
Um 1660 fanden sich die großen landwirtschaftlich nutzbaren Flächen des Vereinigten Königreichs in Händen einiger weniger Großgrundbesitzer, die zumeist von adeliger, seltener von bürgerlicher Abstammung waren. Diese verpachteten ihre ländlichen Besitztümer im großen Stil an sogenannte Farmer, die aufgrund ihrer Abhängigkeit zunehmend gezwungen und zugleich bestrebt waren, nach aller Möglichkeit ertragreich, effektiv und produktiv zu wirtschaften. Daher waren sie auch an technischen Neuerungen interessiert, woraus eine tatsächliche Erhöhung der landwirtschaftlichen Produktivität resultierte. Eine ähnliche Entwicklung setzte etwas später auf dem Kontinent ein.

#### Die Entstehung der Agrarwissenschaften und Agrochemie als wissenschaftliche Disziplinen
Hier wie dort wurden die Leistungssteigerungen mitunter auch durch das Aufstreben der Landwirtschaft zu einer neuen wissenschaftlichen Disziplin begünstigt: Immer häufiger wurden im 19. Jh. Agrarwissenschaftliche Institute gegründet und landwirtschaftliche Studien herausgegeben, die Innovationen und Errungenschaften in ebendiesem Sektor versprachen. Albrecht Daniel Thaer, der als Begründer der agrarwissenschaftlichen Lehre gilt, entwickelte beispielsweise die ertragreiche Fruchtwechselwirtschaft, als er das erste deutsche landwirtschaftliche Lehrinstitut (sogenannter Thaers Garten) gründete und dort wissenschaftliche Studien betrieb. Alexander von Humboldt, Justus von Liebig und andere führten hingegen erste agrochemische Untersuchungen durch und intensivierten somit den Einsatz von Düngemitteln. So trug auch die Wissenschaft ihren Anteil zu den Produktivitätssteigerungen bei.

#### Überblick
Wichtige Merkmale der "landwirtschaftlichen Revolution", die zur Erhöhung der Flächenproduktivität beitrugen, waren
- die Intensivierung des Ackerbaus, die seit 1760 durch die Ablösung der Dreifelderwirtschaft vonseiten der Fruchtwechselwirtschaft[4] oder der sogenannten verbesserten Dreifelderwirtschaft[5] sowie durch den Anbau neuer Pflanzensorten erfolgte[6]
- die Erweiterung der Anbauflächen durch die Kultivierung von Öd- und Brachland (u. a. durch die Trockenlegung von Sümpfen, Rodungen oder Entwässerungen),
- die Ausdehnung des Futterbaus und der Stallfütterung auf das ganze Jahr (Winterstallfütterung)[5],
- die planmäßige Zuchtverbesserung und Ertragssteigerung des Viehbestandes[7],
- die Mechanisierung durch technische Erfindungen wie Maschinen oder Werkzeuge
- sowie der vermehrte Einsatz von natürlichen und agrochemischen Mitteln und der damit verbundene Beginn der Düngerwirtschaft.

#### Intensivierung der Anbaumethoden
Eine auf agrarwirtschaftlicher Ebene revolutionäre Entwicklung bildete einerseits die Einführung der Fruchtwechselwirtschaft, die aufgrund ihres ausgeklügelten Verfahrens, bei dem keine Anbaufläche ungenutzt bleibt, bis heute Bestand hat.
Gleichzeitig nahm mit ihr jedoch auch die Breite der angebauten Nahrungs- und Futterpflanzen zu. Neben der Kartoffel (Hackbau), der als neues Volksnahrungsmittel eine besondere Bedeutung zukam, erweiterte sich das Sortiment dabei durch den Anbau von Zuckerrüben, Klee, Kohl, Mais, Karotten, Raps, Hopfen, Buchweizen und Luzerne. In anderen Gebieten, in die die neuartige Fruchtwechselwirtschaft nicht gelangte, wurde die veraltete Dreifelderwirtschaft durch eine verbesserte Form ersetzt, die zwar eine stärkere Nutzung, jedoch nicht wie die Fruchtwechselwirtschaft die Kultivierung der gesamten Ackerfläche ermöglichte.
Der Anbau der Kartoffel stellte nicht nur für breite Bevölkerungsschichten, insbesondere für die arme Landbevölkerung, ein neues Grundnahrungsmittel her, sondern sie konnte auch zur Schweinemast eingesetzt werden, wodurch wiederum Fleischwaren erschwinglicher wurden.

#### Düngewirtschaft
Verschiedene natürliche Düngemittel wie Stalldung, Knochenmehl, Kohlenasche, städtischer Abfall oder Sand erhöhten ebenfalls die Erträge. 
Zudem wurden neue agrochemische Mittel, beruhend auf den gewonnenen wissenschaftlichen Erkenntnissen (s. o.), eingeführt. Alexander von Humboldt empfahl um 1800 den Einsatz von Guano, während um die gleiche Zeit Thaddäus Haenke den Einsatz von Chilesalpeter propagierte. Eine weitere Neuerung auf agrochemischen Gebiet waren die Entdeckungen Justus von Liebigs, der erstmals systematische Untersuchungen durchführte und die Superphosphate als Düngemittel entdeckte.

#### Züchtungen

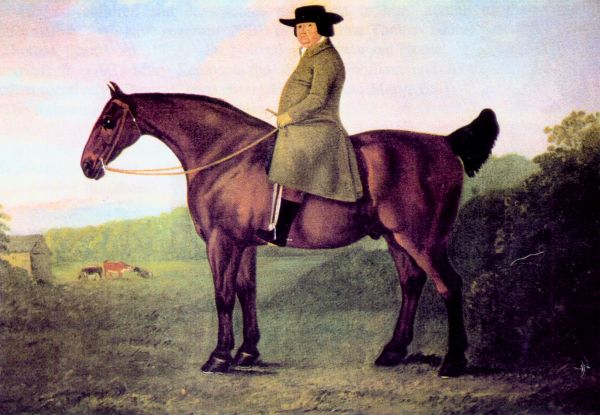
Robert Bakewell, Gemälde von John Boultbee

Philip Walling nennt in seiner Geschichte der britischen Schafhaltung die Zuchtwahl, die bis weit ins 18. Jahrhundert dominierte, die „Vereinigung von Niemandens Sohn mit Jedermanns Tochter.“ Robert Bakewell gilt allgemein als die Person, die in der Mitte des 18. Jahrhunderts selektive Zuchtmethoden bekannt machte und dabei spektakuläre Verbesserungen bei Schaf-, Rinder- und Pferderassen bewirkte. Den vermutlich größten Einfluss hatte Bakewell auf die Schafzucht. Er nutzte vor allem regionale Rassen, um über einen verhältnismäßig kurzen Zeitraum großrahmige Schafe mit langem, glänzenden Vlies zu entwickeln. Er verbesserte zunächst das aus Lincolnshire Wolds stammende Lincolnschaf. Lincolnschafe nutzte er unter anderem auch um das Leicesterschaf weiterzuentwickeln, eine der weiteren Langwollrassen Großbritannien. Er entwickelte aus dem Leicesterschaf das sogenannte Neue Leicester-Schaf, das auch gelegentlich Dishley Leicester genannt wird. Vor den züchterischen Eingriffen galt das Leicesterschaf als ein nur langsam heranreifendes Schaf mit einem schwachen Körperbau, das ein schlechter Futterverwerter war. Aus seiner Züchtung entstand ein hornloses Schaf mit einer geraden Rückenlinie und Fleischansatz, das mit keiner anderen Rasse vergleichbar war und seine Eigenschaften innerhalb weniger Jahrzehnte zuverlässig vererbte. So wie Bakewell zu den ersten zählte, der Schafe gezielt auf Fleischleistung selektierte, zählt er auch in Großbritannien zu den ersten, der gezielt Mastrinder züchtete. Typischerweise hielten Landwirte Zweinutzungs- oder gar Dreinutzungsrassen. Rinder wurden nicht nur wegen ihrer Milch, sondern vor allem wegen ihrer Zugkraft vor Pflug und Wagen gehalten. Ihr Fleischertrag spielte nur eine untergeordnete Rolle. Bakewell paarte langhornige Kühe mit einem Westmoreland-Bullen um schließlich das English Longhorn, auch Dishley Longhorn zu züchten, das vor allem eine für damalige Zeit herausragende Fleischleistung hatte. Um 1700 betrug das durchschnittliche Gewicht eines Bullen rund 168 Kilogramm. Bis zum Jahre 1786 hatte sich das Gewicht mehr als verdoppelt und betrug durchschnittlich 381 Kilogramm.

#### Mechanisierung
Landwirtschaftliche Geräte (Dresch- und Sämaschinen) wurden ständig weiterentwickelt. 1785 wurde beispielsweise der erste gusseiserne Pflug patentiert, 1861 der erste Dampfpflug in England erfunden. Solchen vollkommen neuen technischen Erfindungen misslang jedoch oftmals der Durchbruch, bisweilen wurden sogar Protestaktionen gestartet, um ihren Einsatz weitestmöglich einzudämmen.

### Privatisierung und Enclosure Movement
Schon in der frühen Neuzeit vergrößerten sich in England Großgrundbesitzer auf Kosten der Kleinbauern (s. o.). Es wurden dazu die weit verstreuten Anbauflächen zusammengelegt und die Allmende (die gemeinsame Nutzfläche an Weide und Wald) aufgeteilt und auch eingefriedet. Besonders im 18. Jahrhundert wurden diese Einhegungen immer häufiger. Die Folge dieser als Enclosure Movement bezeichneten Entwicklung war, dass die Bauern immer weniger Holz und Weidefläche für ihr Vieh hatten.

### Folgen in Bezug auf die Industrielle Revolution: Pauperismus, Urbanisierung und Freisetzung von Arbeitskräften
Außerdem konnten sie mit den Preisen der Großgrundbesitzer, die durch die landwirtschaftlichen Neuerungen ihre Produkte günstig absetzen konnten, nicht mehr mithalten. Diese Verhältnisse, die zunehmende Kommerzialisierung und Konkurrenz, führten zur strukturellen Verarmung der ländlichen Bevölkerung und trugen auch – gemeinsam mit den industriellen Entwicklungen – zum späteren Phänomen des Pauperismus bei. Die meisten verkauften nun ihren bescheidenen Besitz, ließen sich bei den Großgrundbesitzern als Landarbeiter anstellen oder wanderten in Hoffnung auf bessere Lebensverhältnisse in die Städte ab (sheep eat men), um als Lohnarbeiter eine neue Beschäftigung zu finden. Ebenso war der zunehmende Einsatz von Maschinen ein Grund für die Arbeitslosigkeit und Abwanderung der Bauern, verbunden mit einem Höfesterben. In den so vergrößerten Besitzungen wurde auch die landwirtschaftliche Produktion durch verschiedene Neuerungen gesteigert.
Die Auswanderung vieler Menschen in die Städte (Urbanisierung), die durch Agrarrevolution und Enclosure Movement hervorgerufen worden war, bildete eine Voraussetzung für den nachfolgenden Industrialisierungsprozess. Zusätzlich war durch das Freiwerden der Arbeitskräfte in den Städten genügend Personal für die Industrie vorhanden.
Um 1800 waren in Bayern noch etwa 75 % aller Arbeitskräfte in der Landwirtschaft tätig. Die ständigen Neuerungen machten es möglich, auch die rasch zunehmende Stadtbevölkerung ausreichend mit Lebensmitteln zu versorgen. Insofern förderte die Agrarrevolution neben weiteren Faktoren wie der verbesserten medizinischen Versorgung auch das Bevölkerungswachstum, das im industriellen Zeitalter in der demographischen Revolution (Bevölkerungsexplosion) endete. So wuchs der Markt, obwohl die Masse der Bevölkerung weiter in bitterer Armut lebte.